# جيمس آلودي
جيمس آلودي هو ممثل كندي، ولد في 26 فبراير 1967 بتورونتو في كندا.

## وصلات خارجية
- جيمس آلودي على موقع IMDb (الإنجليزية)
- جيمس آلودي على موقع قاعدة بيانات الفيلم (الإنجليزية)